# Associazione Sportiva Roma 1942-1943
Questa voce raccoglie le informazioni riguardanti l'Associazione Sportiva Roma nelle competizioni ufficiali della stagione 1942-1943.

## Stagione
Confermata in blocco la rosa vincitrice del campionato precedente, la Roma, dopo un buon inizio sprofonda nelle parti medio-basse della classifica, condividendo alla fine il 9º posto con Atalanta e Lazio.
Le varie cause imputabili al calo sono principalmente di carattere tecnico: all'età media dei giocatori, molto alta per lo standard dell'epoca, si aggiunge l'allontanamento dell'allenatore Schaffer, costretto a dimettersi per motivi familiari legati alla guerra. Ulteriori cause sono il drastico cambio tattico operato dal nuovo allenatore Géza Kertész che opta per il "sistema", in contrasto con le scelte di Schaffer a cui i giocatori erano da tempo abituati, e i disagi dovuti alla guerra.
In Coppa Italia la Roma giunge alle semifinali, dove incontra il Torino: il match, caratterizzato da numerose sviste arbitrali, sfocia in una rissa durante la quale l'arbitro Achille Pizziolo viene colpito con un calcio; per questo episodio è ingiustamente sanzionato Amedeo Amadei, in un primo momento squalificato a vita e poi amnistiato. Alcuni anni dopo sarà appurato che il vero colpevole era stato Vittorio Dagianti.

## Divise
La divisa primaria è costituita da maglia rossa con collo a V giallo, pantaloncini bianchi, calze rosse bordate di giallo; in trasferta viene usata una maglia bianca associata agli stessi pantaloncini e calzettoni della home. I portieri hanno una maglia nera con colletto a polo, anche in questo caso i pantaloncini sono bianchi e i calzettoni rossi bordati di giallo. Tutte le divise presentano sul cuore lo stemma sabaudo accompagnato dal fascio littorio, simboli dei campioni d'Italia.
| Casa | Trasferta | Portiere |

## Organigramma societario
Di seguito l'organigramma societario.
Area direttiva
- Presidente: Edgardo Bazzini

Area tecnica
- Allenatore: Alfréd Schaffer, da dicembre Géza Kertész

## Rosa
Di seguito la rosa.
| N. |                   | Ruolo | Calciatore               |
| -- | ----------------- | ----- | ------------------------ |
|    | Italia (bandiera) | P     | Giacomo Blason           |
|    | Italia (bandiera) | P     | Ippolito Ippoliti        |
|    | Italia (bandiera) | P     | Guido Masetti (capitano) |
|    | Italia (bandiera) | P     | Fosco Risorti            |
|    | Italia (bandiera) | D     | Mario Acerbi             |
|    | Italia (bandiera) | D     | Sergio Andreoli          |
|    | Italia (bandiera) | D     | Cesare Benedetti (II)    |
|    | Italia (bandiera) | D     | Luigi Brunella           |
|    | Italia (bandiera) | D     | Claudio Matteini         |
|    | Italia (bandiera) | D     | Luigi Nobile             |
|    | Italia (bandiera) | D     | Giuseppe Salvioli        |
|    | Italia (bandiera) | C     | Giuseppe Bonomi          |
|    | Italia (bandiera) | C     | Renato Cappellini        |
|    | Italia (bandiera) | C     | Aristide Coscia          |

| N. |                      | Ruolo | Calciatore           |
| -- | -------------------- | ----- | -------------------- |
|    | Italia (bandiera)    | C     | Enzo Cozzolini       |
|    | Italia (bandiera)    | C     | Vittorio Dagianti    |
|    | Italia (bandiera)    | C     | Luigi Di Pasquale    |
|    | Italia (bandiera)    | C     | Mario De Grassi      |
|    | Italia (bandiera)    | C     | Aldo Donati          |
|    | Albania (bandiera)   | C     | Naim Krieziu         |
|    | Italia (bandiera)    | C     | Paolo Jacobini       |
|    | Italia (bandiera)    | C     | Edmondo Mornese      |
|    | Italia (bandiera)    | C     | Gisleno Santunione   |
|    | Italia (bandiera)    | A     | Amedeo Amadei        |
|    | Italia (bandiera)    | A     | Ermes Borsetti       |
|    | Argentina (bandiera) | A     | Miguel Ángel Pantó   |
|    | Italia (bandiera)    | A     | Cesare Benedetti (I) |

## Calciomercato
Di seguito il calciomercato.
| Acquisti | Acquisti              | Acquisti    | Acquisti   |
| R.       | Nome                  | da          | Modalità   |
| -------- | --------------------- | ----------- | ---------- |
| P        | Giacomo Blason        | Napoli      | definitivo |
| D        | Claudio Matteini      | Alba Roma   | definitivo |
| D        | Giuseppe Salvioli     | Perugia     | definitivo |
| C        | Vittorio Dagianti     | Salernitana | definitivo |
| C        | Gisleno Santunione    | Carpi       | definitivo |
| D        | Cesare Benedetti (II) | Bologna     | definitivo |

| Cessioni | Cessioni | Cessioni | Cessioni |
| R.       | Nome     | a        | Modalità |
| -------- | -------- | -------- | -------- |

## Risultati

### Serie A

#### Girone di andata
| Arbitro: | Galeati (Bologna) |

|            |           |  |
| Coscia 30’ | Marcatori |  |

| Arbitro: | Barlassina (Novara) |

|              |           |                      |
| Quaresima 2’ | Marcatori | 47’ Pantó 74’ Amadei |

| Arbitro: | Bertolio (Torino) |

|           |           |              |
| Pantó 29’ | Marcatori | 13’ Cappello |

| Venezia 25 ottobre 1942 4ª giornata | Venezia           | 0 – 0 referto | Roma | Stadio Pierluigi Penzo\| Arbitro: \| Galeati (Bologna) \| |
| Arbitro:                            | Galeati (Bologna) |               |      |                                                           |

| Arbitro: | Barlassina (Novara) |

|  |           |                                                |
|  | Marcatori | 12’ Gabetto 24’ (rig.), 36’ Menti 32’ Ferraris |

| Arbitro: | Zelocchi (Modena) |

|                               |           |  |
| Meroni 38’, 84’ D'Alconzo 50’ | Marcatori |  |

| Arbitro: | Bertolio (Torino) |

|                       |           |        |
| Pantó 12’ Mornese 84’ | Marcatori | 47’ Gè |

| Arbitro: | Galeati (Bologna) |

|                                        |           |                  |
| Piola 35’ Acerbi 71’ (aut.) Koenig 79’ | Marcatori | 80’ (rig.) Pantó |

| Arbitro: | Pizziolo (Firenze) |

|             |           |               |
| Mornese 72’ | Marcatori | 57’ Reguzzoni |

| Arbitro: | Donati (Milano) |

|                             |           |                          |
| Di Benedetti 70’ Fabbri 77’ | Marcatori | 34’ Benedetti 63’ Coscia |

| Arbitro: | Scotto (Savona) |

|               |           |                           |
| De Grassi 89’ | Marcatori | 2’ Fabbri 8’, 28’ Gaddoni |

| Arbitro: | Mattea (Torino) |

|                 |           |  |
| Degano 48’, 70’ | Marcatori |  |

| Arbitro: | Galeati (Bologna) |

|                |           |                      |
| Cappellini 89’ | Marcatori | 32’ Magni 65’ Meazza |

| Arbitro: | Scorzoni (Bologna) |

|  |           |                      |
|  | Marcatori | 57’ Pantó 70’ Amadei |

| Arbitro: | Bernardi (Bologna) |

|            |           |                              |
| Amadei 22’ | Marcatori | 29’ Tagliasacchi 63’ Zanolla |

#### Girone di ritorno
| Arbitro: | Barlassina (Novara) |

|                              |           |  |
| Suppi 45’, 59’ Michelini 48’ | Marcatori |  |

| Arbitro: | Scotto (Savona) |

|            |           |  |
| Amadei 83’ | Marcatori |  |

| Arbitro: | Pizziolo (Firenze) |

|                                        |           |            |
| Del Medico 56’, 85’ Rosellini 66’, 45’ | Marcatori | 48’ Amadei |

| Arbitro: | Scorzoni (Bologna) |

|                        |           |                    |
| Donati 8’ Dagianti 37’ | Marcatori | 12’ (rig.) Alberti |

| Arbitro: | Scotto (Savona) |

|                                      |           |  |
| Menti 5’ Ossola 31’, 65’ Mazzola 79’ | Marcatori |  |

| Arbitro: | Bertolio (Torino) |

|                                    |           |                |
| Pantó 7’ Amadei 29’, 48’, 59’, 76’ | Marcatori | 28’ Diotallevi |

| Arbitro: | Scarpi (Dolo) |

|                                 |           |              |
| Citterio 49’ (rig.) Peretti 57’ | Marcatori | 45’ Dagianti |

| Arbitro: | Galeati (Bologna) |

|           |           |  |
| Amadei 7’ | Marcatori |  |

| Arbitro: | Scotto (Savona) |

|                                       |           |                         |
| Nardi 1’, 86’ Biavati 27’ Matosic 60’ | Marcatori | 20’ Amadei 24’ Borsetti |

| Arbitro: | Galeati (Bologna) |

|            |           |  |
| Donati 34’ | Marcatori |  |

| Arbitro: | Galeati (Bologna) |

|  |           |                      |
|  | Marcatori | Pantó 67’ Amadei 69’ |

| Arbitro: | Scotto (Savona) |

|            |           |  |
| Amadei 42’ | Marcatori |  |

| Arbitro: | Scotto (Savona) |

|           |           |                      |
| Magni 62’ | Marcatori | 3’ Amadei 30’ Coscia |

| Arbitro: | Bertolio (Torino) |

|                        |           |                                          |
| Pantó 24’ Andreoli 89’ | Marcatori | 20’ Sotgiu 52’ (rig.) Trevisan 84’ Conti |

| Arbitro: | Zelocchi (Modena) |

|                                 |           |  |
| Cergoli 15’ Tosolini 46’ (rig.) | Marcatori |  |

### Coppa Italia

#### Fase finale
| Arbitro: | Galeati (Bologna) |

|  |           |                              |
|  | Marcatori | 36’, 84’ Amadei 40’ Borsetti |

| Arbitro: | Bianchi (Firenze) |

|                       |           |                   |
| Donati 31’ Coscia 71’ | Marcatori | 78’ (aut.) Acerbi |

| Arbitro: | Scotto (Savona) |

|                          |           |               |
| Krieziu 43’ Dagianti 56’ | Marcatori | 67’ Gualtieri |

| Torino 23 maggio 1943 Semifinale | Torino             | 2 – 0 (A tavolino) referto | Roma | Stadio Filadelfia (8 000 circa spett.)\| Arbitro: \| Pizziolo (Firenze) \| |
| Arbitro:                         | Pizziolo (Firenze) |                            |      |                                                                            |

## Statistiche

### Statistiche di squadra
Di seguito le statistiche di squadra.
| Competizione | Punti | In casa | In casa | In casa | In casa | In casa | In casa | In trasferta | In trasferta | In trasferta | In trasferta | In trasferta | In trasferta | Totale | Totale | Totale | Totale | Totale | Totale | DR  |
| Competizione | Punti | G       | V       | N       | P       | Gf      | Gs      | G            | V            | N            | P            | Gf           | Gs           | G      | V      | N      | P      | Gf     | Gs     | DR  |
| ------------ | ----- | ------- | ------- | ------- | ------- | ------- | ------- | ------------ | ------------ | ------------ | ------------ | ------------ | ------------ | ------ | ------ | ------ | ------ | ------ | ------ | --- |
| Serie A      | 28    | 15      | 8       | 2       | 5       | 21      | 19      | 15           | 4            | 2            | 9            | 15           | 31           | 30     | 12     | 4      | 14     | 36     | 50     | -14 |
| Coppa Italia |       | 2       | 2       | 0       | 0       | 4       | 2       | 2            | 1            | 0            | 1            | 3            | 2            | 4      | 3      | 0      | 1      | 7      | 4      | +3  |
| Totale       |       | 17      | 10      | 2       | 5       | 25      | 21      | 17           | 5            | 2            | 10           | 18           | 33           | 34     | 15     | 4      | 15     | 43     | 54     | -11 |

### Andamento in campionato
| Giornata  | 1 | 2 | 3 | 4 | 5 | 6 | 7 | 8 | 9 | 10 | 11 | 12 | 13 | 14 | 15 | 16 | 17 | 18 | 19 | 20 | 21 | 22 | 23 | 24 | 25 | 26 | 27 | 28 | 29 | 30 |
| --------- | - | - | - | - | - | - | - | - | - | -- | -- | -- | -- | -- | -- | -- | -- | -- | -- | -- | -- | -- | -- | -- | -- | -- | -- | -- | -- | -- |
| Luogo     | C | T | C | T | C | T | C | T | C | T  | C  | T  | C  | T  | C  | T  | C  | T  | C  | T  | C  | T  | C  | T  | C  | T  | C  | T  | C  | T  |
| Risultato | V | V | N | N | P | P | V | P | N | N  | P  | P  | P  | V  | P  | P  | V  | P  | V  | P  | V  | P  | V  | P  | V  | V  | V  | V  | P  | P  |
| Posizione | 1 | 1 | 2 | 2 | 5 | 8 | 5 | 6 | 7 | 6  | 10 | 12 | 12 | 12 | 12 | 12 | 12 | 12 | 11 | 11 | 11 | 11 | 11 | 11 | 11 | 11 | 9  | 7  | 7  | 9  |

Legenda:

Luogo: C = Casa; T = Trasferta. Risultato: V = Vittoria; N = Pareggio; P = Sconfitta.

### Statistiche dei giocatori
Desunte dalle edizioni cartacee dei giornali dell'epoca.
| Giocatore        | Serie A  | Serie A | Coppa Italia | Coppa Italia | Totale   | Totale |
| Giocatore        | Presenze | Reti    | Presenze     | Reti         | Presenze | Reti   |
| ---------------- | -------- | ------- | ------------ | ------------ | -------- | ------ |
| G. Blason        | 12       | -16     | 2            | -1           | 14       | -17    |
| I. Ippoliti      | 4        | -7      | 0            | -0           | 4        | -7     |
| G. Masetti       | 13       | -24     | 2            | -1           | 15       | -25    |
| F. Risorti       | 1        | -3      | 0            | -0           | 1        | -3     |
| M. Acerbi        | 12       | 0       | 2            | 0            | 14       | 0      |
| S. Andreoli      | 20       | 1       | 2            | 0            | 22       | 1      |
| L. Brunella      | 30       | 0       | 4            | 0            | 34       | 0      |
| C. Matteini      | 2        | 0       | 0            | 0            | 2        | 0      |
| L. Nobile        | 0        | 0       | 0            | 0            | 0        | 0      |
| G. Salvioli      | 1        | 0       | 0            | 0            | 1        | 0      |
| G. Bonomi        | 28       | 0       | 4            | 0            | 32       | 0      |
| R. Cappellini    | 10       | 1       | 2            | 0            | 12       | 1      |
| A. Coscia        | 25       | 3       | 3            | 1            | 28       | 4      |
| E. Cozzolini     | 2        | 0       | 0            | 0            | 2        | 0      |
| V. Dagianti      | 16       | 2       | 2            | 1            | 18       | 3      |
| L. Di Pasquale   | 2        | 0       | 1            | 0            | 3        | 0      |
| M. De Grassi     | 2        | 1       | 0            | 0            | 2        | 1      |
| A. Donati        | 14       | 2       | 1            | 1            | 15       | 3      |
| N. Krieziu       | 9        | 0       | 3            | 1            | 12       | 1      |
| P. Jacobini      | 19       | 0       | 3            | 0            | 22       | 0      |
| E. Mornese       | 27       | 2       | 4            | 0            | 31       | 2      |
| G. Santunione    | 1        | 0       | 0            | 0            | 1        | 0      |
| A. Amadei        | 28       | 14      | 4            | 2            | 32       | 16     |
| C. Benedetti (I) | 9        | 1       | 0            | 0            | 9        | 1      |
| E. Borsetti      | 13       | 1       | 1            | 1            | 14       | 2      |
| M.Á. Pantó       | 30       | 8       | 4            | 0            | 34       | 8      |

### Videografia
- Manuela Romano (a cura di), La storia della A.S. Roma (10 DVD-Video), Corriere dello Sport, Rai Trade, 2006.